# Goranxiai kovakőbánya
A goranxiai kovakőbánya (albán miniera e strallit Goranxi) Dél-Albániában, a Drino völgyében, Gjirokastrától 8 kilométerre délkeletre feltárt, a középső kőkorszaktól az újkőkorig művelt kovakőbánya, amelynek mintegy háromezresre rúgó leletanyaga az őskori bányászat és kőeszköz-előállítás kiemelkedő jelentőségű régészeti helyszíne Albániában.
A Goranxia falu nyugati határában, a mészkőbe vágott szurdokvölgy bejáratánál elhelyezkedő kőkori lelőhelyet, illetve annak korabeli menhelyül szolgáló barlangját az 1930-as években Luigi Cardini olasz régész fedezte fel. A barlang körüli, Ilir Gjipali által 2006-ban vezetett feltárások során i. e. 10 000 körülre keltezett mikrolitokra bukkantak, de 50 centiméteresnél nagyobb mélységből őskőkori pattintott kőszilánkok is előkerültek. A szurdokvölgy északi falába – helyenként nagy magasságban – vájt lyukak a középső kőkorszak vége felé, i. e. 7000 körül megkezdett intenzív bányásztevékenység nyomai. A korabeli bányászok alapvetően három különféle kőtípust fejtettek ki a területen: nagyon vékony, szinte áttetsző, vágószerszámok pengéinek kialakítására alkalmas mikrolitokat; fénylő barna kovatömböket és nagyobb eszközök előállítására alkalmas kovamészkövet. A bánya déli előteréből előkerült, 5 és 35 milliméter között váltakozó méretű, javarészt újkőkori leletek – bőrvakaró és fafaragó kések, pengék, fúróeszközök, nyílhegyek stb. – arra utalnak, hogy gyakran helyben dolgozták fel a kifejtett köveket.
Az i. e. 3–2. században a szurdokvölgy védett szádájában kőházakból álló kisebb hellenisztikus település terült el. Az egykori kovakőbánya közelében áll a 16–17. századi Szent Atanáz-templom (Kisha e Shën Thanasit). A helyszínt a 19. században újra használatba vették fegyvertűzkő előállítására alkalmas kovakő kifejtésére.